# Yanic Niederhäuser
Yanic Konan Niederhäuser (Barna, 14 de marzo de 2003) es un baloncestista suizo que pertenece a la plantilla de Los Angeles Clippers de la NBA. Con 2,11 metros de estatura, juega en la posición de pívot. 

## Trayectoria deportiva

### Primeros años
Niederhäuser nació en Berna, Suiza, de padre de habla alemana y madre de ascendencia marfileña. Su segundo nombre, Konan, fue elegido por su padre en honor al personaje principal interpretado por Arnold Schwarzenegger en la película Conan el Bárbaro. Se crio en Fräschels y comenzó a jugar al baloncesto a los 10 años en Neuchâtel.
Durante la temporada 2021-22, Niederhäuser jugó para el Ehingen Urspring, tanto en su equipo juvenil como en su plantilla de la ProA, la segunda división alemana, donde disputó seis partidos, promediando 2,0 puntos y 1,7 rebotes. Después de la temporada, se comprometió a jugar baloncesto universitario en los Estados Unidos para los Northern Illinois Huskies.

### Universidad
Jugó dos temporadas con los  Huskies de la Universidad del Norte de Illinois, en las que promedió 5,1 puntos, 3,3 rebotes y 1,5 tapones por partido. Tras la temporada 2023-24, pidió ser incluido en el portal de transferencias de la NCAA.
Fue transferido a los Nittany Lions de la Universidad Estatal de Pensilvania, donde jugó una temporada en la que promedió 12,9 puntos, 6,3 rebotes y 2,3 tapones por partido, con un 61% de acierto en tiros de campo, por lo que al finalizar la temporada inscribió su nombre en el draft de la NBA.

### Profesional
Fue elegido en la trigésima posición del Draft de la NBA de 2025 por Los Angeles Clippers.